# París-Roubaix 1909
La 14.ª edición de la carrera ciclista París-Roubaix tuvo lugar el 11 de abril de 1909 y fue ganada por el francés Octave Lapize. 

## Clasificación final
|    | Ciclista             | Equip         | Temps           |
| -- | -------------------- | ------------- | --------------- |
| 1  | Octave Lapize        | Biguet        | 9 h 03 min 30 s |
| 2  | Louis Trousselier    | Alcyon        | m.t.            |
| 3  | Jules Masselis       | Alcyon        | m.t.            |
| 4  | Cyrille van Hauwaert | Alcyon        | 9 h 4 min       |
| 5  | Francois Faber       | Alcyon        | 9 h 4 min 50 s  |
| 6  | Marcel Godivier      | Alcyon        | 9 h 19 min      |
| 7  | Gustave Garrigou     | Alcyon        | 9 h 20 min 15 s |
| 8  | Henri Hanlet         | Royal Sarolea | 9 h 20 min 16 s |
| 9  | Édouard Léonard      | -             | 9 h 24 min      |
| 10 | Paul Duboc           | Alcyon        | 9 h 26 min      |